# RYBP
RYBP‏ (RING1 and YY1 binding protein) هوَ بروتين يُشَفر بواسطة جين RYBP في الإنسان.